# آلان بيلانجر
آلان بيلانجر هو لاعب هوكي جليد كندي، ولد في 18 يناير 1956 في Saint-Janvier-de-Joly ‏ في كندا.

## وصلات خارجية
- آلان بيلانجر على موقع دوري الهوكي الوطني (الإنجليزية)
- آلان بيلانجر على موقع EliteProspects.com (الإنجليزية)
- آلان بيلانجر على موقع HockeyDB.com (الإنجليزية)
- آلان بيلانجر على موقع Hockey-Reference.com (الإنجليزية)